# Criserm (metge)
Criserm (grec antic: Χρύσερμος, Khrýsermos, llatí: Chrysermus) va ser un metge de l'antiga Grècia que va viure a final del segle ii aC i al segle i aC. Va ser tutor del metge Heraclides d'Èritres, i segurament del també metge Apol·loni Mus, encara que aquest també va ser deixeble d'Heròfil de Calcedònia. Aquesta informació la dona Galè a Περὶ Διαφορᾶς Σφυγμῶν (De Differentia Pulsuum). Sext Empíric, el metge i filòsof del segle ii, n'explica algunes anècdotes.